# Torrent d'en Baell
El torrent d'en Baell és un curs d'aigua del Vallès Occidental que s'origina a l'aiguabarreig del torrent del Corró i el de Can Fruitós a Sentmenat. Desemboca a la riera de Caldes a prop del barri de la Sagrera de Palau-solità i Plegamans.